# Творуг-Малий
Творуг-Малий (пол. Tworóg Mały) — село в Польщі, у гміні Сосніцовиці Гливицького повіту Сілезького воєводства.
Населення — 274 особи (2011).
У 1975—1998 роках село належало до Катовицького воєводства.

## Демографія
Демографічна структура станом на 31 березня 2011 року:
|          | Загалом | Допрацездатний вік | Працездатний вік | Постпрацездатний вік |
| -------- | ------- | ------------------ | ---------------- | -------------------- |
| Чоловіки | 143     | 28                 | 104              | 11                   |
| Жінки    | 131     | 16                 | 90               | 25                   |
| Разом    | 274     | 44                 | 194              | 36                   |